# Córdoba Club de Fútbol
Il Córdoba Club de Fútbol, chiamato comunemente Córdoba o in italiano Cordova, è un club calcistico spagnolo di Cordova. Il club ritorna in Primera Federación (terzo livello del campionato spagnolo) nel 2022, con 4 giornate d’anticipo e 72 punti racimolati.

## Storia nella Liga
- Stagioni in Primera División: 8
- Stagioni in Segunda División: 25
- Stagioni in Segunda División B: 20
- Stagioni in Tercera División: 4

Il 16 aprile 2022 dopo aver vinto in casa del Mérida per 1-0, conquista la promozione in terza serie con 4 giornate d’anticipo. La squadra è stata portata in trionfo nella piazza de las Tendillas, nel corso di una festa che si è protratta quasi fino alle prime ore del mattino.

## Rosa 2025-2026
| N. |                    | Ruolo | Calciatore        |
| -- | ------------------ | ----- | ----------------- |
| 3  | Spagna (bandiera)  | D     | José Calderón     |
| 4  | Spagna (bandiera)  | D     | Adrián Lapeña     |
| 5  | Spagna (bandiera)  | D     | Marvel            |
| 6  | Spagna (bandiera)  | C     | Álex Sala         |
| 7  | Francia (bandiera) | C     | Théo Zidane       |
| 8  | Spagna (bandiera)  | C     | Isma Ruiz         |
| 9  | Spagna (bandiera)  | C     | Kuki Zalazar      |
| 10 | Spagna (bandiera)  | C     | Jacobo González   |
| 11 | Spagna (bandiera)  | C     | Ander Yoldi       |
| 13 | Spagna (bandiera)  | P     | Carlos Marín      |
| 14 | Russia (bandiera)  | A     | Nikolaj Obol'skij |
| 15 | Spagna (bandiera)  | C     | Xavi Sintes       |

| N. |                        | Ruolo | Calciatore            |
| -- | ---------------------- | ----- | --------------------- |
| 16 | Spagna (bandiera)      | D     | José Antonio Martínez |
| 17 | Portogallo (bandiera)  | C     | Adilson               |
| 18 | Spagna (bandiera)      | C     | Genaro Rodríguez      |
| 19 | Inghilterra (bandiera) | A     | Jude Soonsup-Bell     |
| 20 | Spagna (bandiera)      | A     | Antonio Casas         |
| 21 | Spagna (bandiera)      | D     | Carlos Albarrán       |
| 22 | Spagna (bandiera)      | D     | Carlos Isaac          |
| 23 | Spagna (bandiera)      | C     | Cristian Carracedo    |
| 26 | Spagna (bandiera)      | P     | Ramon Vila            |
| 27 | Spagna (bandiera)      | D     | Matías Barboza        |
|    | Spagna (bandiera)      | D     | Juan María Alcedo     |
|    | Spagna (bandiera)      | D     | Álex Martín           |

## Palmarès

### Competizioni nazionali
- Segunda División: 1

1961-1962 (gruppo II)
- Segunda División B: 2

1994-1995, 1996-1997
- Segunda División RFEF: 1

2021-2022 (gruppo 4)
- Copa Federación de España: 1

1950-1951, 2021